# Sherrie Levine
Sherrie Levine (Hazleton, 17 aprile 1947) è una fotografa e un'artista concettuale femminista statunitense. 
È una delle figure centrali dell'Appropriation Art (arte di appropriazione), una corrente artistica che consiste nel prendere in prestito elementi o opere d'arte già note per crearne di nuove.

## Biografia
Sherrie Levine è nata il 17 aprile 1947 ad Hazleton, Pennsylvania. Nel 1969 si laurea in Discipline Umanistiche presso l'università del Wisconsin (Madison), e nel 1973, sempre frequentando la stessa università, consegue un master in Belle Arti. 
Le informazioni biografiche sono molto limitate poiché Sherrie Levine è un'artista che non ama parlare di sé; attualmente vive e lavora a New York.

## Concezione artistica
All'inizio degli anni '80 Sherrie Levine è considerata l'esponente più rappresentativa dell'Appropriation Art, una corrente artistica che si fonda sull'appropriazione critica di immagini già esistenti, tipica del postmoderno. Lo scopo di questa corrente artistica era quello di creare un'opera nuova, originale e inaspettata, utilizzando opere già note e aggiungendo un contributo personale per rendere il prodotto finito unico. Questo procedimento artistico si prefigge di suscitare nello spettatore un'osservazione critica e attenta dell'opera, affinché colga l'elemento originale che caratterizza la nuova opera, la quale assume un'unicità che la differenzia dall'oggetto noto.
La carriera artistica di Sherrie inizia ufficialmente nel 1977 con il progetto Shoe Sale, cioè una vendita di 35 paia di scarpe nere da bambino con i lacci, tutte identiche tra loro, in un magazzino al numero 3 di Mercer Street (uno spazio artistico newyorkese). Questa messa in vendita artistica sta ad indicare la problematica principale delle opere di Sherrie Levine: la condizione di merce del prodotto artistico, l'univocità della sua funzione e la questione dell'originale e dell'originalità.
L'opera che però rende celebre Sherrie Levine è After Walker Evans, realizzata nel 1981, in cui mette in atto la tecnica della ri-fotografia, anch'essa riconosciuta come atto di appropriazione. È una tecnica che consiste nel ri-fotografare una fotografia: la differenza tra i due scatti risiede nel diverso punto di vista adottato dall'artista rispetto al fotografo che ha scattato per primo la fotografia. Anche qui il nuovo elemento prende in prestito un'opera nota e la arricchisce con un nuovo punto di vista e con un nuovo contesto.Walker Evans è il nome del fotografo che per primo ha immortalato l'immagine in questione, riutilizzata poi da Sherrie e da molti altri artisti per la ri-fotografia.

## Opere
- After Walker Evans #3, 1981, Fotografia in bianco e nero, 25 × 20 cm
- Bachelors, 1989. Sei pezzi, vetro. Installazione, Mary Boone Gallery, New York (NY), USA
- Fountains, after Duchamp, 1991. Bronzo. Installazione, Kunsthalle Zürich, Zurigo, Svizzera
- Large Crate Tables, 1993 (particolare). Sei tavoli, frassino non trattato, 81 x 61 x 64 cm ciascuno.
- Hobbyhorse, 1996. Nove pezzi, alluminio, piedistalli in legno, 69 x 89 x 49 cm ciascuno. Installazione, Städtisches Museum Leverkusen Schloss Morsbroich, Leverkusen, Germania.

## Principali mostre personali
- 1977 - 3 Mercer Street, New York (NY), USA
- 1988 - Hirshhorn Museum and Sculpture Garden, Washington, DC, USA
- 1991-1992 – Kunsthalle Zürich, Zurigo, Svizzera; Westfäliches Landesmuseum, Münster, Germania; Rooseum-Center for Contemporary Art, Malmö, Svezia; Hôtel des Arts, Parigi, Francia
- 1993-1994 – Sherrie Levine, Newborn, Philadelphia Museum of Art, Filadelfia (PA), USA; Portikus, Francoforte sul Meno, Germania
- 1997-1998 – Sherrie Levine, Städtisches Museum Leverkusen Schloss Morsbroich, Leverkusen, Germania; Musée d'Art Moderne et Contemporain, Ginevra, Svizzera

## Principali mostre collettive
- 1977 – Pictures, Artists Space, New York (NY), USA
- 1986 – EUROPA/AMERIKA Die Geschichte einer Künsterlichen Faszination seit 1940, Museum Ludwig, Colonia, Germania
- 1989 – A Forest of Signs. Art in the Crisis of Representation, Museum of Contemporary Art, Los Angeles (CA), USA
- 1994 – Duchamp's Leg, Walker Art Center, Minneapolis (MN), USA
- 1999 – The Museum as Muse: Artists Reflect, Museum of Modern Art, New York (NY), USA